# Antonio Grimaldi
Antonio Grimaldi, né en 1640 à Gênes et mort en 1717 à Gênes, est un homme politique italien, 137e doge de Gênes du 1er août 1703 au 1er août 1705.